# Modellbaukasten

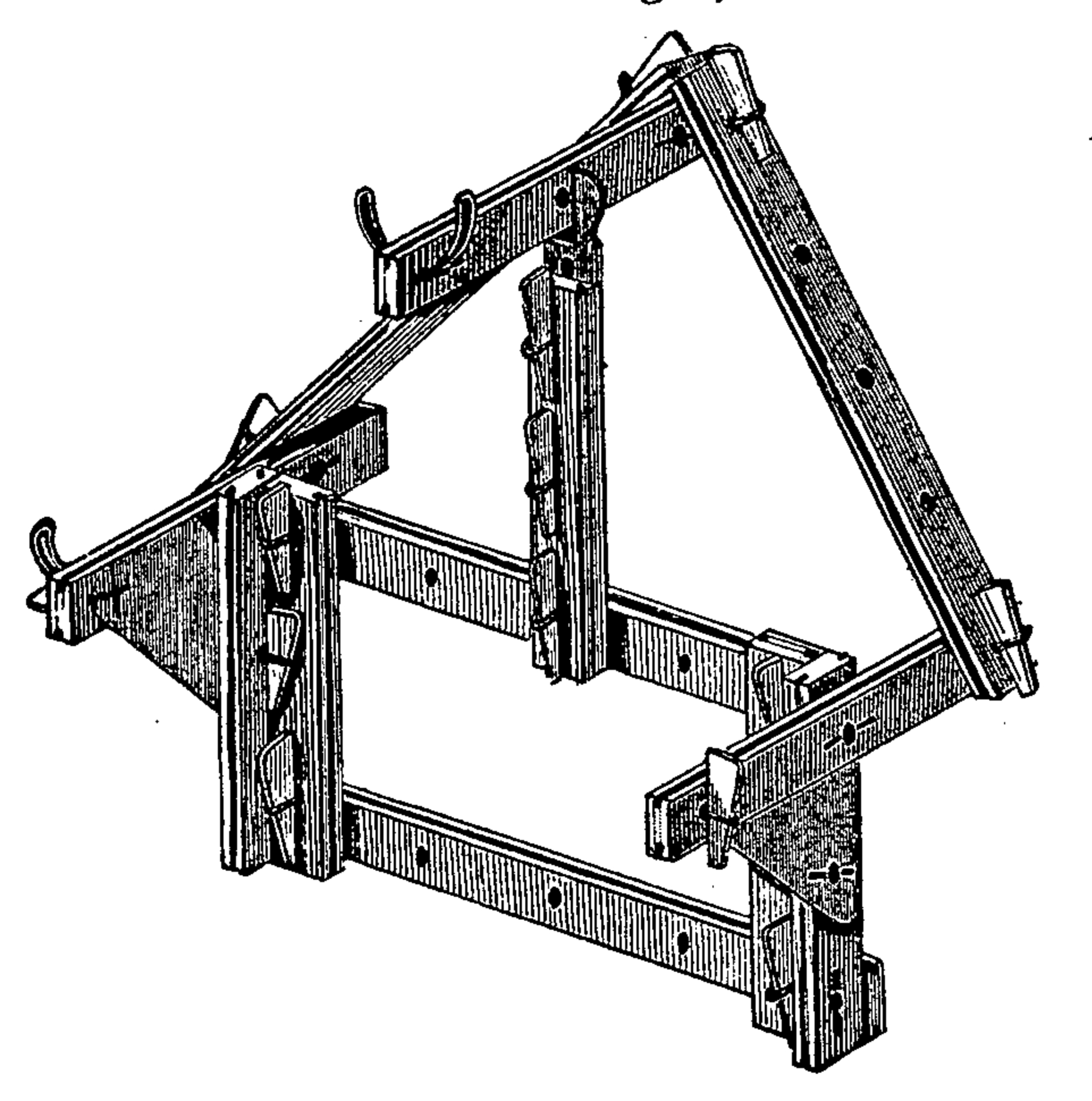
Exempel på byggelement, bilden hämtad från patent 46312 Patent, Kaiserliches Patentamt, Tyskland

Modellbaukasten (tyska, "modellbygglåda") med byggsats i trä var ett konstruktionssystem av Gustav Lilienthal som kan ses som en föregångare till senare tids byggsatser i metall, men också till byggsatsen Matador i trä.

## Historik
1888 lät Gustav Lilienthal patentera ett konstruktionssystem uppfunnet av honom själv, i sin bror Ottos namn. Han hade just förlorat hela sin förmögenhet i en rättegång och lånade därför pengar till en patentansökan av sin bror Otto Lilienthal, den berömde flygpionjären. Denne framstår sedan som ägare till patentet från 1888.
Patentanspråket lyder:
Tillverkning av modellbyggnader av trälister av olika längd, som är flerfaldigt perforerade med enhetligt avstånd och kopplas samman med raka eller krökta V-formade stift och tillhörande kilar, medan ytfyllning sker genom att plattor sätts in i de infrästa spåren på listerna.
Byggsatsen utformades och tillverkades enbart av Gustav Lilienthal, fastän patentet uppger Otto Lilienthal som ägare till uppfinningen. Efter Otto Lilienthals död 1896 stod fabriken under Gustav Lilienthals namn.
Byggsatserna såldes i fem storlekar. Dessa numrerades med romerska siffror från I till V. Dessutom levererades kompletterande lådor IA till IVA. En tilläggsuppsättning IA utökade till exempel en uppsättning I till en uppsättning II. Men det fanns också tilläggsuppsättningar IB till IIIB. där en IB omvandlade en byggsats I till byggsats III, alltså en byggsats två nivåer högre. Enskilda delar erbjöds också till försäljning.
Monteringen av delarna gjordes med hjälp av V-formade klamrar och träkilar.
Det fanns också en större byggsats. Samma modeller kunde byggas med den som med den vanliga byggsatsen. Men konstruktionerna var större. I den vanliga byggsatsen var modellerna cirka 20 cm till 150 cm höga. I den stora byggsatsen var modellerna så stora att sängramar och kojor kunde byggas som barn själva kunde använda.
Sängen som i den vanliga byggsatsen var avsedd för en docka, var över en meter lång i den stora byggsatsen. I husmodellerna kunde ett sexårigt barn stå upprätt.
Stora byggsatsens lådor är numrerade från XI till XV. Det fanns kompletterande lådor som för den vanliga byggsatsen. Nummer XIV var förpackad i två trälådor, nummer XV i tre trälådor. Priset för stora byggsatsen var högt. Den minsta jättelådan XI kostade 20 mark, medan den största normalmodellsatsen V kostade 16 mark. Vid den tiden var detta för en vanlig medborgare en hög kostnad.
Gustav Lilienthal beskrev själv modellsatsens egenskaper på ett textblad som medföljde varje kartong.
Byggsatsen saknade några av fördelarna med senare tids metallbyggsatser. Det fanns inga skruvfästen och inga hjul. Modellerna är statiska. Men man kan tydligt se möjligheterna att bygga med jämnt perforerade lister. Byggsatsen innehöll också "brädor gjorda av läderkartong", som återutgavs i metallbyggsatsen på 1930-talet som flexibla paneler.
Konstruktionssystemet blev ingen kommersiell framgång. En åtta meter hög modell av Eiffeltornet, som ställdes ut i Kristallpalatset i Leipzig, väckte visserligen uppmärksamhet, men trots detta försvann byggsatsen så småningom. Förmodligen var den långt före sin tid.
Gustav Lilienthals modellbyggsats är i väsentliga delar nästan identisk med det senare patentet av Frank Hornby, som anses vara urformen för "metallbyggsatser" och senare blev Meccano. Ursparningen i sidan på listerna i Lilienthals system öppnade för fackverkskonstruktioner. Patentet har en motsvarighet i Lilienthals konstruktionstekniska patent för "transportabla hus", vilket gör honom till en pionjär inom prefabricering inom konstruktion.